# Franz Durant
Franz Karl Durant (* 26. Januar 1927 in Aachen; † 5. August 2015) war ein deutscher Verwaltungsbeamter.

## Werdegang
Durant war vom 1. April 1963 bis 31. Dezember 1974 Gemeindedirektor (ab 1972: Stadtdirektor) von Wesseling. Nach seinem Amtsantritt wurden jährlich etwa 400 Wohnungen und mehrere Schulen errichtet. Diese städtebaulichen Leistungen waren maßgeblicher Grund für die Stadterhebung im Jahr 1972. 1975 war er ein einflussreicher Gegner der Eingemeindung Wesselings nach Köln.

## Ehrungen
- 1982: Verdienstkreuz am Bande der Bundesrepublik Deutschland
- 2000: Ehrenbürger von Wesseling